# جوني برافو (لاعب كرة قدم)
جوني برافو (بالإسبانية: Jhonny Bravo)‏ (5 ديسمبر 1985 بليما في بيرو - ) هو مدرب كرة قدم ولاعب كرة قدم بيروفي في مركز الوسط. لعب مع San Fernando Valley Quakes ‏ وOrange County SC ‏.

## وصلات خارجية
- جوني برافو على موقع قاعدة بيانات كرة القدم.إي يو (الإنجليزية)